# リー群

複素数平面において中心 0、半径 1 の円周は複素数の積に関してリー群である。

リー群（リーぐん、英語: Lie group）は、群構造を持つ可微分多様体で、その群構造と可微分構造とが両立するもののことである。ソフス・リーの無限小変換と連続群の研究に端を発するためこの名がある。

## 歴史
ソフス・リーは1873年から1874年にかけての冬を彼の理論の誕生として位置づけている。しかし、Thomas Hawkinsは、「1869年の秋から1873年の秋までの4年間におけるLieの驚異的な研究活動」こそがこの理論の誕生につながったと示唆している。
最初期のリー群のアイデアはフェリックス・クラインとの緊密な共同研究により生み出された。（この間リーとクラインは毎日会っていた）
リーは1884年までに主要な（principal）結果が得られたと述べている。
しかし、1870年代に投稿された彼の論文はほぼ全てノルウェーの雑誌に掲載されたため、ヨーロッパ全土で彼の研究が認知されることはなかった。
1884年、ドイツの若い数学者フリードリッヒ・エンゲルがリーとともに、彼の連続群の理論（theory of continuous groups）を明らかにする体系的な論文に取り組むようになった。この努力から、1888年、1890年、1893年に出版された3巻からなる『変換群の理論（Theorie der Transformationsgruppen）』が生まれた。リー群（groupes de Lie）という用語がフランス語で初めて登場したのは、1893年、リーの弟子アルチュール・トレッセ（Arthur Tresse）の論文である。
リーの考えは、数学の他の分野と切り離されていたわけではない。実際、微分方程式の幾何学に対する彼の関心は、カール・グスタフ・ヤコブ・ヤコビの一階偏微分方程式の理論や古典力学の方程式に関する研究に端を発していた。
ヤコビの仕事の多くは1860年代に遺作として出版され、フランスとドイツで大きな関心を呼んだ。
リーの「idée fixe（固定観念？）」はガロアが代数方程式に対して成し遂げたことを（用いて）、微分方程式の対称性についての理論を発展させることであった。すなわち、群論の観点から分類することである。
リーや他の数学者たちは、特殊関数や直交多項式に関する最も重要な方程式が、群論の対称性から生じる傾向があることを示した。

## 定義
G を台集合とする実リー群とは、G には実数体上有限次元かつ可微分な実多様体の構造が定められていて、G はまた群の構造を持ち、さらにその群の演算である乗法および逆元を取る操作が多様体としての G 上の写像として可微分であるもののことである。このような構造が入っているという前提の下で、通常は「G はリー群である」というように台を表す記号を使ってリー群を表す。また、実数（実多様体）を複素数（複素多様体）にとりかえて複素リー群の概念が定まる。
圏論の言葉を使うとリー群の定義が簡潔になる：リー群とは可微分多様体の圏の群対象のことである。この圏論に基づく定義は重要である。なぜなら、この定義表現を介して、リー群の概念をSupergroup_(physics)へと一般化することが可能になるからである。圏論の視点を用いることで、リー群に対して別のタイプの一般化を考えることができる。リー亜群(Lie groupoids)のことである。これは、条件を付加した可微分多様体の圏の亜群対象のことである。
複素数体 C 上の二次特殊線型群 SL(2, C) などは複素リー群の例である。また、直交群や斜交群は、成分の属する体の直積位相からの相対位相に関して多様体とみるとリー群である。このような行列からなるリー群は総じて（代数的）行列群あるいは線型代数群と呼ばれる一類に属する。
一般化として、台となる多様体が無限次元であることを許すことにより無限次元リー群が同様の方法で定義される。また、類似物として係数の属する体を p-進数体にとりかえて p-進リー群が定義される。あるいは係数体を有限体に取り替えれば、リー群の有限な類似物としてリー型の群が豊富に得られるが、これらは有限単純群の多くの部分を占めるものである。また、可微分多様体を用いる代わりに解析多様体や位相多様体を台にすることもできるが、それによって新たなものが得られるというわけではない。事実、アンドリュー・グリーソン、ディーン・モントゴメリ、レオ・ジッピンらは1950年代に次のことを証明している。すなわち、G が位相多様体であって、連続な群演算をもつ群でもあるならば、G 上の解析的構造が唯一つ存在して、G をリー群にすることができる（ヒルベルトの第５問題あるいはヒルベルト-スミス予想）。

## 例
いくつかの例と、それらに関連する数学や物理学の分野について触れる。
- ユークリッド空間 Rn は、ベクトルの加法を群演算と見て可換リー群である。
- 可逆な n 次正方行列全体 GLn(R) は行列の積によって群をなす（一般線型群と呼ばれる）が、これを n2 次元のユークリッド空間の部分多様体とみるとリー群である。この一般線型群は、行列式の値が 1 となる行列全体のなす群（特殊線型群と呼ばれる）を部分群として含むが、これもやはりリー群の例となる。
- n 次元ベクトル空間における回転と鏡映が生成する変換群 On(R) は直交群と呼ばれるリー群である。（回転だけから生成される直交群の部分群SOn(R)は特殊直交群と呼ばれるリー群である。）
- スピノル群は特殊直交群の二重被覆であり、場の量子論におけるフェルミ粒子の研究に用いられる。
- 斜交群 Sp2n(R) は、シンプレクティック形式を保つ行列全体のなすリー群である。
- 0 次元球面 S0, 1 次元球面 S1 および 3 次元球面 S3 は、これらをそれぞれ絶対値が 1 の実数全体、複素数全体、四元数全体と同一視することでリー群にすることができる。他の次元の球面ではこのようなことはできないし、リー群にはならない。リー群としての S1 はしばしば円周群と呼ばれる。いくつかの円周群同士の直積リー群はトーラス群と呼ばれる。
- n 次の上三角行列の全体からなる群 B は n(n + 1)/2 次元の可解リー群である。しばしば標準ボレル部分群と呼ばれる。
- ローレンツ群およびポワンカレ群は特殊相対性理論において時空の等長性を記述するリー群で、それぞれ 6 および 10 次元である。
- ハイゼンベルク群は 3 次元リー群で量子力学に登場する。
- n 次ユニタリ群 U(n) はユニタリ行列全体のなす n2 次元のコンパクトリー群である。行列式の値が 1 のユニタリ行列全体のなすリー群 SU(n) を部分群として含む。
- 直積リー群 U(1) × SU(2) × SU(3) は 1 + 3 + 8 = 12 次元のリー群である。これは標準模型のゲージ群で、それぞれの次元は 1 が光子、3 がベクトルボソン、8 がグルーオンに対応している。
- メタプレクティック群 Mp は 3 次元のリー群である。SL2(R) の二重被覆群で、モジュラー形式の理論に用いられる。これを有限行列表現することはできない。
- G2, F4, E6, E7, E8 型の例外型リー群はそれぞれ 14, 52, 78, 133, 248 次元である。 次元 190 のリー群  E7½ もある。

リー群から新たなリー群を作り出す標準的な方法がいくつか挙げられる。たとえば、
- 二つのリー群から直積群をつくると、これは直積位相に関してリー群になる（直積リー群）。
- リー群の閉部分群をとると、これは相対位相でリー群をなす（リー部分群）。
- リー群をその正規閉部分群で割った商はリー群である（商リー群）。
- 連結リー群の普遍被覆もまたリー群である（普遍被覆リー群）。例として、円周群 S1 の普遍被覆は加法に関するリー群 R である。

リー群でないものの例を挙げる：
- 無限次元実ベクトル空間を加法群と見たもののような無限次元群。これは有限次元の多様体ではないのでリー群ではない（無限次元リー群ではある）。
- ある種の完全不連結群、たとえば体の無限次拡大のガロア群や、p-進数全体のなす加法群などがそうである。これらがリー群でないのは実多様体を台としないからである（後者は p-進リー群に属する）。
- 連結リー群のリー群準同型像は必ずしもリー群にはならない。典型的な例として、可換リー群 R を直積リー群 S1 × S1 へ、写像 x ↦ (x, √2 x) によって写すことを考える。この像は S1 × S1 の稠密な部分群で、したがってこれは多様体にならないし、特にリー群にはならない。これはまた、リー環の部分リー環がリー群の部分リー群に対応しないことの例ともなっている。
- 有理数体の加法群に実数体における位相の相対位相を入れたものも、多様体にならないのでやはりリー群ではない。

## リー群の型
リー群の分類法の一つは、その代数的な性質によるものである。例えば、単純リー群、半単純リー群、可解リー群、冪零リー群、可換リー群は、その群としての単純性、半単純性、可解性、冪零性、可換性に従った分類である。また、リー群の多様体としての性質による分類もある。連結性やコンパクト性に着目して、連結リー群、単連結リー群、あるいはコンパクトリー群などを考えることができる。
- リー群の単位元を含む連結成分（単位成分）は正規閉部分群で、それによる商は離散群である。
- リー群の普遍被覆群は単連結リー群である。逆に、連結リー群はかならず、単連結リー群の（その中心に含まれる正規離散部分群による）商として得られる。
- コンパクトリー群の分類は終わっており、それは単純コンパクトリー群とトーラス群の直積リー群の有限中心拡大であるか、さもなくば連結なディンキン図形に対応する単純コンパクトリー群であることが知られている。
- 単連結可解リー群は、ある階数の可逆上三角行列全体のなす群の閉部分群に同型であり、そのような群の有限次元既約表現は 1 次元表現（既約指標）である。可解リー群の分類は、ごくちいさい次元での場合を除けば、非常に厄介なものである。
- 単連結冪零リー群は、ある階数の対角成分がすべて 1 の可逆上三角行列のなす群の閉部分群に同型である。よってその有限次元既約表現は全て 1 次元である。冪零リー群の分類もやはりごく小さい次元での場合を除いて非常に困難である。
- 単純リー群という概念は、単に抽象群として単純であることを以ってその定義とする場合もあれば、単純リー環に対応する連結リー群として定義する場合もある。SL2(R) は第二の定義であれば単純であるが、第一の定義では単純でない。いずれの定義に従った場合も、単純リー群すべての分類は完全に解決済みである。
- 半単純リー群は、その付随するリー環が半単純（単純リー環の直積）となる連結群のことである。これは単純リー群の直積の中心拡大として得られる。
- 連結可換リー群はすべて、ユークリッド空間を加法に関する群と見たものとトーラス群との直積に同型である。

## 構造
リー群は標準的に、離散リー群、単純リー群、可換リー群に以下のように分解される： ここでリー群 G に対して
G0 を G の単位元を含む連結成分、
Gsol を G の最大の連結可解正規部分群、
Gnil を G の最大の連結正規冪零部分群、
とすると、次の正規列がえられる：
1 ⊂ Gnil ⊂ Gsol ⊂ G0 ⊂ G
そしてこのとき、
G/G0 は離散的、
G0/Gsol は連結単純リー群の積の中心拡大、
Gsol/Gnil 可換リー群（これはユークリッド空間とトーラスの積として書ける）、
Gnil/1 は冪零、したがって特にその昇中心列の組成因子は可換群。
これにより、リー群に対する問題の一部（たとえばリー群のユニタリ表現を求める問題など）は連結単純リー群の同種の問題に帰着して考えることができる。

## 付随するリー環
リー群に対して、その単位元における接空間（を台となるベクトル空間としてそれに積を定義したもの）としてリー環を対応付けることができる。このリー環は、もとのリー群の局所的な構造を完全に反映しており、リー群に付随するリー環と呼ばれる。このリー環の元は、略式的には（ユークリッド空間内にある曲面の古典的な接平面に対するイメージをそのまま反映して）リー群の単位元に無限に近いところにある元であると見ることができるし、リー環の括弧積はそのような無限小の交換子が定めるものと考えることができる。厳密な定義に先立って例を挙げる：
可換リー群 Rn のリー環はちょうど Rn に括弧積を、任意の A, B に対して
[A, B] = 0.
とおくことによって与えたものである。一般に、付随するリー環の括弧積が恒等的に 0 となることは対応するリー群が可換群であることに同値である。
一般線型群 GLn(R) のリー環は全行列環 Mn(R) に
[A, B] = AB − BA
なる括弧積を入れたものである。
G が GLn(R) の閉部分群なら、G のリー環は略式的に Mn(R) に属する行列 mであって 1 + εm が G に属すようなもの全体からなるものと見ることができる。ここで ε は正の無限小で、ε2 = 0 となるもの（もちろん実数ではない）である。例えば直交群 On(R) （AAT = 1 となる行列 A の全体）に付随するリー環は
(1 + εm)(1 + εm)T = 1
あるいは ε2 = 0 と考えると同じことだが
m + mT = 0
となる行列 m の全体からなる。
上で与えた即物的な定義は安直で使い易いものであるが、いくつか問題がある。たとえば、この定義を考える前にリー群を行列群として表現できている必要があるが、任意のリー群を考えるときにはそんなことはできないし、また表現の仕方によらず対応するリー環が定まるかどうかということはまったく明らかなことではない。これらの問題はリー群に付随するリー環の一般的な定義を与えることで回避される。定義以下のような考察に従って与えられる：
1. 可微分多様体 M 上のベクトル場は、M 上の滑らかな関数のなす環の微分 X と考えることができる。 また、二つの微分 X, Y に対して、そのリー括弧積 [X, Y] = XY − YX は再び微分となるので、この括弧積のもとでベクトル場の全体をリー環にすることができる。
2. G が可微分多様体 M に滑らかに作用するリー群とすると、G の作用を関数環へ移行し、さらに微分に移行することで G はベクトル場に対して作用させることができる。この G の作用によって不変なベクトル場全体のなすベクトル空間は、リー括弧積に関して閉じているのでリー環となる。
3. この構成法をリー群 G に、その台の多様体構造に着目して適用する。つまり、G は G = M に左からの積で作用していると見なすと、G 上の左不変ベクトル場の全体はベクトル場のリー括弧積のもとでリー環となる。
4. リー群の単位元における接ベクトルはどれも（それを群の左移動作用で各点に移し変えることにより）左不変ベクトル場に拡張することができる。これにより、単位元 e における接空間 Te と左不変ベクトル場全体の作るベクトル空間とを同一視して、接空間をリー環にすることができる。これをリー群 G のリー環（G に付随するリー環、G に対応するリー環）と呼んで、リー群を表すのに使っている文字の対応する小文字（慣習的にドイツ文字を用いることが多い）を充てて表す。例えばリー群を G で表しているのなら、そのリー環は g や {\displaystyle {\mathfrak {g}}} で表す。 また Lie(G) などとして付随するリー環を表すこともある。

リー群に付随するリー環は有限次元で、とくに元のリー群と同じ次元を持つ。リー群 G に付随するリー環 g は局所同型の違いを除いて一意に定まる。ここで、二つのリー群が「局所同型」であるとは、単位元の適当な近傍を選ぶと、その上で同型対応がとれることをいう。リー群に対する問題は、対応するリー環に対する問題を先に解決し、その結果を用いることによって（通常は簡単に）解決されるということがよくある。例えば、単純リー群の分類問題は対応するリー環の分類をまず済ませることによって解決される。
左不変ベクトル場を用いる代わりに右不変ベクトル場を用いても、単位元における接空間 Te にリー環の構造を入れることができるが、この場合も左不変ベクトル場を用いたと同じリー環が定まる。これは、リー群 G 上で逆元をとる写像を考えると、それを移行して右不変ベクトル場と左不変ベクトル場が対応付けられ、特に接空間 Te 上では −1 を乗じる操作として作用することから従う。
接空間 Te 上のリー環構造は次のように記述することもできる： 直積リー群 G × G 上の交換子作用素
(x, y) → xyx−1y−1
は (e, e) を e に写すので、その微分は Te 上の双線型作用素を引き起こす。この双線型作用素は実際には零写像なのだが、接空間との厳密な同一視の元で、二階微分はリー括弧積の公理を満たす作用素を引き起こし、それは左不変ベクトル場を用いて定義される場合のちょうど二倍に等しい。

## 準同型と同型
G, H をリー群（実なら双方とも実、複素なら双方とも複素）とする。写像 f: G → H がリー群の準同型であるとは、f は抽象群としての群準同型であって、かつ f が解析的であるときにいう。ただし、f が「解析的」であるという条件を「連続」であるという条件に弱めても定義としては同値になることが示せる。文脈上リー群の準同型であると明らかなときは単に準同型とよぶ。リー群準同型の合成はまたリー群準同型である。全ての実リー群のなす類、あるいは全ての複素リー群のなす類に、それぞれの意味でのリー群準同型を射と見なしてリー群の圏ができる。二つのリー群が同型であるとは、その間に全単射なリー群準同型で、その逆写像もまたリー群準同型になるようなものが存在することをいう。同型なリー群同士を区別する必要は実用上はなく、それらは単に元の表し方が異なるだけだと考えられる。
リー群の準同型 f: G → H は付随するリー環たちの間の準同型
{\displaystyle \mathrm {Lie} (f)\colon \mathrm {Lie} (G)\to \mathrm {Lie} (H)}
を引き起こす。したがって、リー群をそれに付随するリー環へ移す対応 "Lie" は関手である。
アドの定理の一つの形は、有限次元リー環は行列リー環に同型であると述べられる。有限次元の行列リー環に対しては、それを付随するリー環にもつような線型代数群（行列リー群）が存在するので、したがってどんな抽象リー環もある行列のリー群のリー環として記述することができる。 
リー群の大域的構造をそのリー環によって完全に記述することは一般にはできない。たとえば Z を G の中心に属する任意の離散群としてやると、 G と G/Z は同じリー環をもつ。しかしながら連結リー群に関しては、それが単純、半単純、可解、冪零あるいは可換となることが、付随するリー環の対応する性質が成り立つことに同値であるということができる。 
リー群が単連結であることを仮定すると、その大域的構造はそのリー環によって完全に決定される。任意の有限次元リー環 g に対して、単連結リー群 G でそのリー環が g であるものが同型を除いて唯一つ定まる。さらに、リー環の準同型は対応する単連結リー群の間の準同型へ一意的に持ち上げられる。

## 指数写像
リー環 Mn(R) からリー群 GLn(R) への指数写像は通常の冪級数として、行列 A に対して
exp(A) = 1 + A + A2/2! + A3/3! + ⋯
によって定められる。G が GLn(R) の部分群ならば、この指数写像は G のリー環を G のなかへ写す。したがって、任意の行列のリー群に対して指数写像を考えることができる。
この指数写像の定義は扱いやすいが、行列群ではないリー群に対しては定義されていないし、指数写像が行列群としての表し方に依らないかどうかについては自明なことではない。これは以下のように抽象的な指数写像の定義を与えることで解決することができる。
リー環 g の任意のベクトル v は、1 を v へと写す R から g への線型写像（これをリー環準同型と考えることができる）を定める。R は単連結リー群 R のリー環になっているので、これは対応するリー群の間の準同型 c: R → G を引き起こす。これは s, t ∈ R に対して
c(s + t) = c(s) c(t)
を満たす（右辺は G における乗法である）。この式と指数関数が満たす公式との類似性から、
exp(v) = c(1)
とおくと、行列群に対しては今の定義は先の定義と同じものを定めることが確かめられる。これを指数写像と呼ぶ。作り方からこれはリー環 g を対応するリー群 G のなかへ写すことが判る。指数写像は、リー環 g の零元 0 の近傍からリー群 G の単位元 e の近傍への可微分同相写像である。実数全体が成す可換リー環 R は正の実数全体が乗法に関して成すリー群 R+× に付随するリー環になっているので、指数写像は実数に対する指数関数の一般化になっていることがわかる。同様に複素数全体が成す可換リー環 C が非零な複素数全体が乗法に関して成すリー群 C× のリー環であることから、指数写像は複素数に対する指数関数の一般化にもなっている。もちろん、正方行列全体 Mn(R) が通常の交換子をリー括弧積として成すリー環が、リー群 GLn(R) のリー環であることから指数写像は行列の指数関数の一般化でもある。
指数写像がリー群 G の単位元 e の適当な近傍 N の上への写像であるので、付随するリー環の元は G 上の無限小生成作用素 (infinitesimal generator) と呼ばれる。N の生成する G の部分群は G の単位成分である。
指数写像とリー環は連結リー群の局所群構造を決定する。実際、リー環 g の零元の適当な近傍 U で、u, v が U の元ならば
exp(u) exp(v) = exp(u + v + (1/2) [u, v] + (1/12) [[u, v], v] − (1/12) [[u, v], u] − ⋯)
が成り立つ（ベイカー・キャンベル・ハウスドルフの公式）。ここで、省略した項は判っていて、4 つ以上の元のリー括弧積が関係するものである。u と v が可換なときはこれは簡約されて、見慣れた指数法則の式 exp(u) exp(v) = exp(u + v) となる。
リー環からリー群への指数写像は必ずしも全射とはならない。群が連結であってもそれは同じである（連結群がさらにコンパクトか可解であるならば全射になる）。 例えば、SL2(R) の指数写像は全射にはならない。

## 無限次元リー群
リー群は定義から有限次元である。しかし、有限次元性を除けばリー群に酷似した群というものがたくさん存在する。これらの群に対する一般論は少ないが、いくつかの例では研究がなされ結果が得られている。
- 多様体上の可微分同相写像全体の成す群。円周上定義される可微分同相写像全体の成す群はきわめてよく知られている例である。そのリー環というのは実質的にヴィット環 (Witt algebra) で、その中心拡大はヴィラソロ代数と呼ばれ、弦理論や共形場理論などで用いられている。より大きな次元の多様体上の可微分同相写像群についてはあまり知られていない。時空の可微分同相写像群は、重力の量子化に際してしばしば現れる。
- 多様体から有限次元群への滑らかな写像全体の成す群はゲージ群と呼ばれ、場の量子論やドナルドソン理論で用いられている。多様体として円周をとるときは、ループ群と呼ばれ、付随するリー環が実質的にカッツ・ムーディ代数であるような中心拡大を持つ。
- 一般線型群や直交群などに対する無限次元の類似物。重要な側面のひとつは、これらが「簡素な」位相的性質を持っているだろうということである。たとえば、クーパーの定理（英語版）を参照。

### 洋書
- Adams, J. Frank (December 1, 1996). Lectures on Exceptional Lie Groups. Chicago Lectures in Mathematics. University Of Chicago Press. ISBN 0-226-00527-5
- Fulton, William; Harris, Joe (July 30, 1999). Representation Theory : A First Course. Graduate Texts in Mathematics / Readings in Mathematics (1st ed.). Springer Verlag. ISBN 0-387-97495-4
- Knapp, Anthony W. (2002). Lie Groups Beyond an Introduction. Birkhäuser. ISBN 0-8176-4259-5
- Rossmann, Wulf (August 24, 2006). Lie Groups: An Introduction Through Linear Groups. Oxford Graduate Texts in Mathematics. Oxford University Press. ISBN 0-19-920251-6 - 注意：2003年刊の再版で初版の誤植が訂正されている。線型群（すなわち有限次元の行列で定義される連続群）のトリビアルでない実例を通じたリー群とリー代数の入門書。
- Serre, Jean-Pierre (1992). Lie Algebras and Lie Groups: 1964 Lectures given at Harvard University. Lecture Notes in Mathematics (2nd sub ed.). Springer. ISBN 3-540-55008-9
- Johan G.F.Belinfante and Bernard Kolman: A Survey of Lie Groups and Lie Algebras with Applications and Computational Methods, SIAM, ISBN 0-89871-243-2 (1972).

### 和書
- 佐々木重夫：「連續群論」、東海書房 (1948年3月1日)。
- 山内恭彦：「回転群とその表現」、岩波書店（1957年).
- 山内恭彦、杉浦光夫『連続群論入門』培風館、1960年10月30日。ISBN 4-563-00318-2。
- ブルバキ(著)、杉浦光夫(編・訳)：「リー群とリー環」全3巻、東京図書、ISBN(4-48900211-4、4-48900212-2、4-48900213-0), (1968年12月～1973年5月).
- ホッホシルト、橋本浩治(訳)：「リー群の構造」、吉岡書店、ISBN 4-8427-0157-9 (1972年5月15日)。
- 横田一郎：「群と表現」、裳華房、ISBN 4-7853-1110-X (1973年5月). ※(復刊版2001年8月)
- 大貫義郎：「ポアンカレ群と波動方程式」、岩波書店、ISBN 978-4-00-006002-8（1976年9月17日).
- 大森英樹：「無限次元リー群論」、紀伊國屋書店 (1978年11月).
- 戸田宏、三村護：「リー群の位相 上：線型代数からKO-群の周期性へ」、紀伊國屋書店、ISBN 4-31400237-9（1978年12月).
- 戸田宏、三村護：「リー群の位相 下：コンパクトリー群の理論から例外群へ」、紀伊國屋書店、ISBN 4-31400238-7 (1979年8月).
- 岡本清郷：「等質空間上の解析学 : リー群論的方法による序説」、紀伊國屋書店、ISBN 978-4-31470122-8（1980年8月）.
- 島和久：「連続群とその表現」、岩波書店 (1981年4月24日).
- 東郷重明：「リー代数」、槇書店（1983年10月30日).
- 東郷重明：「無限次元リー代数」、槇書店（1990年3月1日).
- 横田一郎：「古典型単純リー群」、現代数学社、ISBN 4-7687-0171-X (1990年12月6日).
- 伊勢幹夫、竹内勝：「リー群論」、岩波書店、ISBN 4-00-006140-2 (1992年5月21日).
- 横田一郎：「例外型単純リー群」、現代数学社、ISBN 4-7687-0172-8 (1992年6月25日).
- 杉浦光夫：「リー群論」、共立出版、ISBN 4-320-01637-8 (2000年3月25日).
- 佐藤肇：「リー代数入門：線型代数の続編として」、裳華房、ISBN 4-7853-1523-7 (2000年10月25日).
- 谷崎俊之：「リー代数と量子群」、共立出版、ISBN 4-320-01692-0 (2002年4月15日).
- 松澤淳一：「特異点とルート系」、朝倉書店、ISBN 4-254-11556-3 (2002年4月15日).
- 小林俊行、大島利雄『リー群と表現論』岩波書店、2005年4月6日。ISBN 4-00-006142-9。
- 松本敏彦：「リー群入門」、日本評論社 （日評数学選書）, ISBN 978-4-535-60142-0 (2005年2月).
- 窪田高弘：「物理のためのリー群とリー代数」、サイエンス社(SGCライブラリ66）(2008年9月).
- クロード・シュヴァレー, 齋藤正彦 (訳)：「シュヴァレー リー群論」、筑摩書房、ISBN 978-4-48009451-3（2012年6月6日).
- 髙瀨幸一：「群の表現論序説」、岩波書店、ISBN 978-4-00-005271-9 (2013年5月30日)。
- 井ノ口順一：「はじめて学ぶリー群-線型代数から始めよう-」, 現代数学社, ISBN 978-4-7687-0470-7 (2017年7月21日).
- 平井武：「リー群のユニタリ表現論」，共立出版、ISBN 978-4-320-11208-7 (2022年12月23日).
- 平井武：「表現論入門セミナー［新装版］第Ⅰ巻：具体例からの表現論入門」、日本評論社、ISBN 978-4-535-78968-5 (2022年9月).